# Eugeniusz Olejniczakowski
Eugeniusz Olejniczakowski (ur. 25 grudnia 1884 w Warszawie, zm. wiosną 1940 w Charkowie) – żołnierz Legionów Polskich, kapitan piechoty rezerwy Wojska Polskiego, działacz niepodległościowy, kawaler Orderu Virtuti Militari, starosta w Krasnymstawie, ofiara zbrodni katyńskiej.

## Życiorys
Urodził się 25 grudnia 1884 w Warszawie jako syn Stanisława i Antoniny z Dębskich. Był członkiem 16 Warszawskiej Drużyny Harcerskiej im. Zawiszy Czarnego.
Po wybuchu wojny zgłosił się do Legionów Polskich. Od września 1914 w POW, ukończył kurs strzelecki i kurs podchorążych, od grudnia 1914 do lipca 1915 uczęszczał do Wolnej Szkoły Wojskowej w Warszawie, w której przeszedł pełny kurs szkoły oficerskiej i był wykładowcą w szkole podoficerskiej.
W 1916 po bitwie pod Kostiuchnówką dostał się do niewoli rosyjskiej z której uciekł. W 1917 powrócił do Polski i działał w POW jako komendant XI Okręgu (pseudonim Kakowski). „Za ryzykowne tajne misje na terenach tzw. Ober-Ostu” odznaczony Orderem Virtuti Militari.
W 1918 wstąpił do Wojska Polskiego. Od 25 stycznia 1919 był kierownikiem placówki wywiadowczej w Wilnie, od 1 października 1919 szef oddziału II Grupy Operacyjnej gen. Żeligowskiego, a następnie szef sekcji polityczno-prasowej II oddziału 7 Armii, we Lwowie był komendantem II Ochotniczej Legii Kobiet.
Po zakończeniu wojny służył w 85 pułku Strzelców Wileńskich. W 1922 przeszedł do rezerwy. W 1922 ukończył prawo na Uniwersytecie Wileńskim (bez egzaminów końcowych), pracował jako dziennikarz, od lutego 1923 do grudnia 1923 w Policji Państwowej w Nowogródku, następnie ponownie jako dziennikarz w Wileńskim Kurierze Poświątecznym.
W 1924 wyjechał do Ameryki Południowej, m.in. redagował w Buenos Aires pismo Głos Polski, w Montevideo pracował w polskim konsulacie. W 1931 powrócił do Polski. W latach 1931–1932 był burmistrzem Augustowa, w latach 1932–1935 starostą powiatu szczuczyńskiego z siedzibą w Grajewie, od lipca 1936 do wybuchu II wojny światowej starostą powiatowym w Krasnymstawie. W 1934, jako kapitan rezerwy pozostawał w ewidencji Powiatowej Komendy Uzupełnień Białystok i posiadał przydział w rezerwie do 41 pułku piechoty w Suwałkach.
Po agresji ZSRR na Polskę w 1939 w nieznanych okolicznościach wzięty do niewoli sowieckiej i przewieziony do obozu w Starobielsku. Wiosną 1940 został zamordowany przez funkcjonariuszy NKWD w Charkowie na mocy decyzji Biura Politycznego KC WKP(b) z 5 marca 1940 i pogrzebany w bezimiennej mogile zbiorowej w Piatichatkach, gdzie od 17 czerwca 2000 mieści się oficjalnie Cmentarz Ofiar Totalitaryzmu w Charkowie. Figuruje na Liście Starobielskiej NKWD pod poz. 2433. Jego grób symboliczny znajduje się na Cmentarzu Powązkowskim w Warszawie (kwatera 98-3-13).
5 października 2007 minister obrony narodowej Aleksander Szczygło mianował go pośmiertnie na stopień majora. Awans został ogłoszony 9 listopada 2007 w Warszawie, w trakcie uroczystości „Katyń Pamiętamy – Uczcijmy Pamięć Bohaterów”.

## Ordery i odznaczenia
- Krzyż Srebrny Orderu Wojskowego Virtuti Militari nr 4952 – 1921[13]
- Krzyż Niepodległości z Mieczami – 7 lipca 1931 „za pracę w dziele odzyskania niepodległości”[14]
- Krzyż Walecznych czterokrotnie[1]
- Krzyż Zasługi Wojsk Litwy Środkowej – 3 marca 1926[15]